# 1993 en sociologie
| Années de la sociologie : 1990 - 1991 - 1992 - 1993 - 1994 - 1995 - 1996    |
| Décennies de la sociologie : 1960 - 1970 - 1980 - 1990 - 2000 - 2010 - 2020 |

Cet article présente les événements de l'année 1993 dans le domaine de la sociologie.

## Publications

### Livres
- N. Anderson, Le hobo. Sociologie du sans-abri, Paris, Nathan
- Roger Bastide, Le principe d'individuation. Contribution à une philosophie africaine, colloque international du CNRS, éditions L'Harmattan, p. 33 à 43
- Pierre Bauby, Jean Claude Boual, Les services publics au défi de l’Europe, Paris, Les éditions ouvrières, 142 p.
- Marie-Pierre Bes, Jean-Luc Leboulch (dir.), L'information face au changement technique : une approche multidisciplinaire, Paris : Harmattan (Collection dossiers sciences humaines et sociales), 223 p.
- Pierre Bourdieu (ed.), La misère du monde, Paris, Le seuil (rééd. en 1998), 1460 p.
- Robert Boyer, Jean-Pierre Durand, L'Après Fordisme, Éditions Syros, (rééd. en 1998, traduit en japonais et en anglais : After Fordism, MacMillan, 1996)
- Jean-Marie Brohm, Les meutes sportives : critique de la domination, Paris, l'Harmattan, 575 p.
- François Chazel (dir.), Action collective et mouvements sociaux, PUF
- Jean-Claude Courbon, Systèmes d'information : structuration, modélisation et communication, Paris : InterEditions, 288 p.
- Nicolas Dodier, L'expertise médicale - Essai de sociologie sur l'exercice du jugement, Paris, Métailié
- Pascal Duret, L'héroïsme sportif, Paris, PUF, 136 p.
- Francis Farrugia, La crise du lien social. Essai de sociologie critique, Paris, L'Harmattan
- Erhard Friedberg, Le pouvoir et la règle
- Dominique Gatto, Jean-Claude Thoenig, La sécurité publique à l'épreuve du terrain, le policier, le magistrat et le préfet, Paris, L'Harmattan, 231 p.
- Nilüfer Göle, Musulmanes et modernes. Voile et civilisation en Turquie, Paris, La Découverte
- Steven Goldberg (en), Why Men Rule
- André Guichaouha, Yves Goussault, Sciences sociales et développement, Paris, Armand Colin
- Antoine Hennion, La passion musicale. Une sociologie de la médiation
- Hans Joas, Pragmatism and Social Theory, The university of chicago press, 272 p.
- Jean-Claude Kaufmann, Sociologie du couple, Presses Universitaires de France, Paris
- Bruno Latour, La clef de Berlin et autres leçons d'un amateur de sciences, La Découverte
- Jean-François Lyotard, Towards The Postmodern
- Michael Mann, The Sources of Social Power (Volume 2)
- Michel Maffesoli, Contemplation of the World: figures of community style
- Ralph Miliband, Socialism for a Sceptical Age
- P. Pattinson, The Algebra Analysis of Social Networks, Cambridge, Cambridge University Press
- Pommateau, Les services publics et les populations défavorisées, évaluation de la politique d'accueil, Paris, Commissariat au plan
- Jean-Daniel Reynaud, Les règles du jeu, A. Colin
- George Ritzer, The McDonaldization of Society
- Denis Ruellan, Le professionnalisme du flou, identité et savoir-faire des journalistes français, Grenoble, PUG, 240 p.
- Max Scheler, Problèmes de sociologie de la connaissance, PUF (1re éd. : 1924)
- François de Singly, Sociologie de la famille contemporaine, Nathan, coll. 128
- R. Swedberg (dir.), Explorations in Economic Sociology, New York, Russel Sage Foundation
- Raymond Thomas, Sociologie du sport, Paris, PUF, Que sais-je ?, 127 p.
- Irène Théry, Le démariage, Paris, Odile Jacob
- Charles Tilly, European Revolutions, 1492–1992 (prix en 1994)
- Michel Wieviorka, La démocratie à l'épreuve. Nationalisme, populisme, ethnicité, Paris, La Découverte

### Articles
- Norbert Alter, « La lassitude de l'acteur de l'innovation », Sociologie du travail, n° 4, p. 447-468
- P. H. Amann, « The corncribs of Buzet, Modernizing Agriculture in the French Southwest », Annales. Économies, sociétés, civilisations, pp. 190-193
- P. M. Blau, « Multilevel structural analysis », Social Networks, 15, 201-215
- Pierre Bourdieu, « Esprits d’État. Genèse et structure du champ bureaucratique », Actes de la recherche en sciences sociales, 96-97, mars 1993, p. 49-62
- Jacques Chevallier, « La juridicisation des préceptes managériaux », Politiques et management public, n° 4, p. 111-134
- Jean-Hugues Déchaux, « N. Elias et P. Bourdieu : analyse conceptuelle comparée », Archives européennes de sociologie, 34 (2), 1993 : p. 364-385
- Nicolas Dodier, « Les appuis conventionnels de l'action - Éléments d'une pragmatique sociologique », revue Réseaux (CNET), n°62, novembre-décembre
- A. Ferrand, L. Mounier, « L'échange des paroles sur la sexualité : une analyse des relations de confidence », Population, 5, 1451-1476
- Claudette Lafaye, Laurent Thévenot, « Une justification écologique ? Conflits dans l'aménagement de la nature », Revue Française de Sociologie, vol.34, n°4, octobre-décembre
- Henri Maler, « À propos de "La Misère du Monde" : politique de la sociologie », Futur antérieur (Paris), (19-20), p. 65-87
- Jean De Munck, « La médiation en perspective », Les carnets du centre de philosophie du droit, Université de Louvain la neuve
- Dominique Lorrain, « Après la décentralisation, l'action publique flexible », Sociologie du travail, 3, p. 285-307
- Jean Peneff, « Le Recrutement et l'observation des ouvriers par le patronat ; Étude d'un fichier d'entreprise », Revue française de sociologie, vol. 34, n° 4, pp 557-596.
- Philippe Warin, « Les relations de service comme régulations », Revue française de sociologie, XXXIV, p. 69-95
- « Sociologies », Futur antérieur, Paris, (19-20), p. 25-206

## Congrès
- XIXe congrès de l'Association latino-américaine de sociologie à Caracas, Venezuela.

## Récompenses
- Pierre Bourdieu : Médaille d'or du CNRS.

## Décès
- 10 septembre : Julien Freund (né le 8 janvier 1921), politologue et sociologue français.

## Autres
- Heinz Sonntag (de) (Venezuela) devient président de l'Association latino-américaine de sociologie.
- création du Centre d'études interdisciplinaires des faits religieux.
- Lars Clausen devient président de la Société allemande de sociologie.
- Seymour Martin Lipset devient 84e président de l'Association américaine de sociologie.